# 原宿

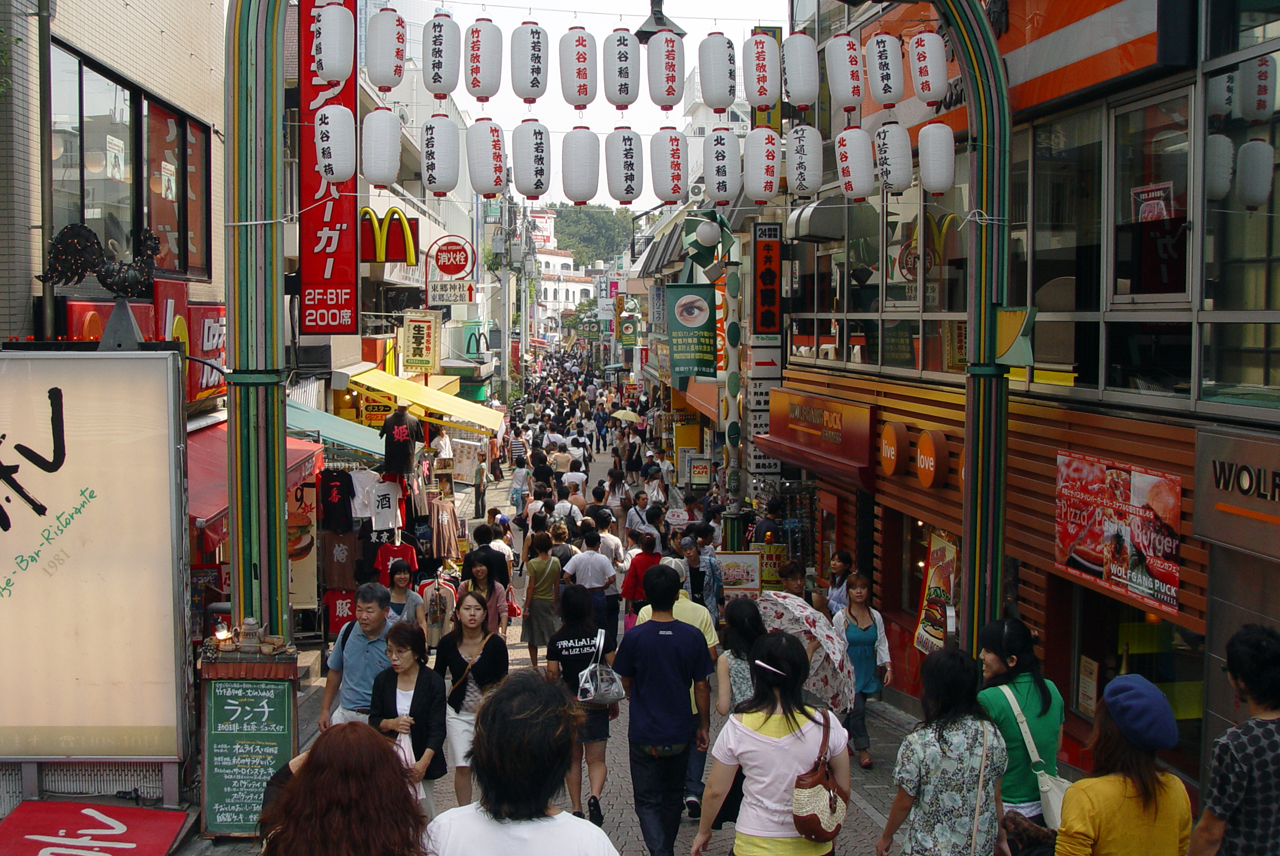
竹下通

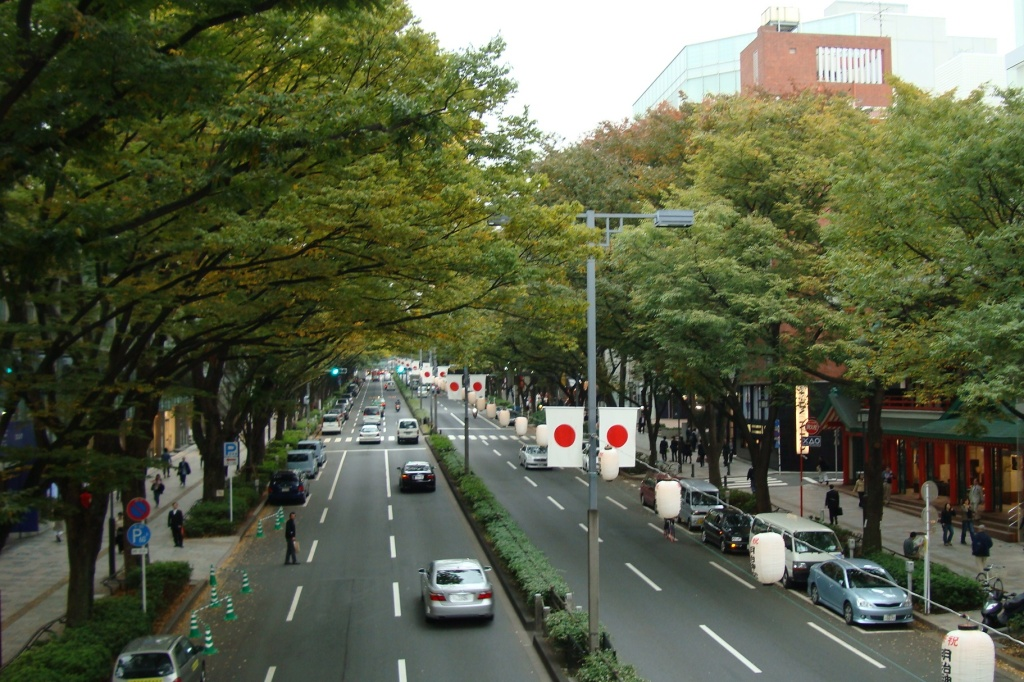
表參道

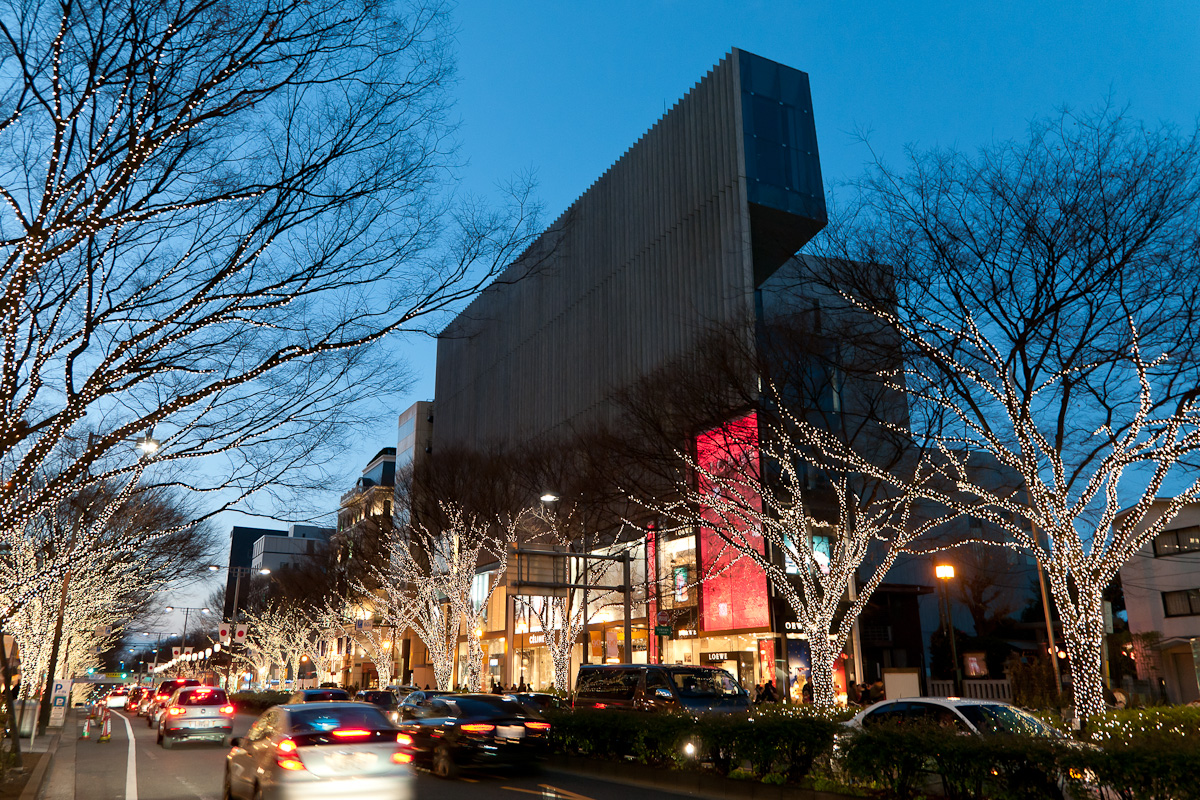
表參道冬季的景觀照明

原宿（日语：／ Harajuku */?，發音：[haɾa(d)ʑɯkɯ] ⓘ）位於日本東京都澀谷區，是日本的年輕人之街，範圍涵蓋明治神宮、代代木公園、竹下通、表參道、國立代代木競技場一帶。

## 概要
目前的原宿地區範圍比過去住居表示的「原宿」更大，明治通與舊澀谷川（穩田川。現在稱為「貓街」（キャット・ストリート）的遊步道（舊澀谷川遊步道路））附近低地周圍，過去稱為「穩田（おんでん）」。與1965年（昭和40年）以前「原宿」町名相當的地區為表參道北側、現在神宮前2丁目內靠近青山的台地部分、神宮前3丁目大部分地區、神宮前1丁目內東鄉神社的台地部分。另一方面原宿站至竹下通周邊稱為「竹下町」。1965年（昭和40年）以後，這一帶實施住居表示，統一稱為「神宮前」，廢止「原宿」町名。

## 歷史

### 江戶時代

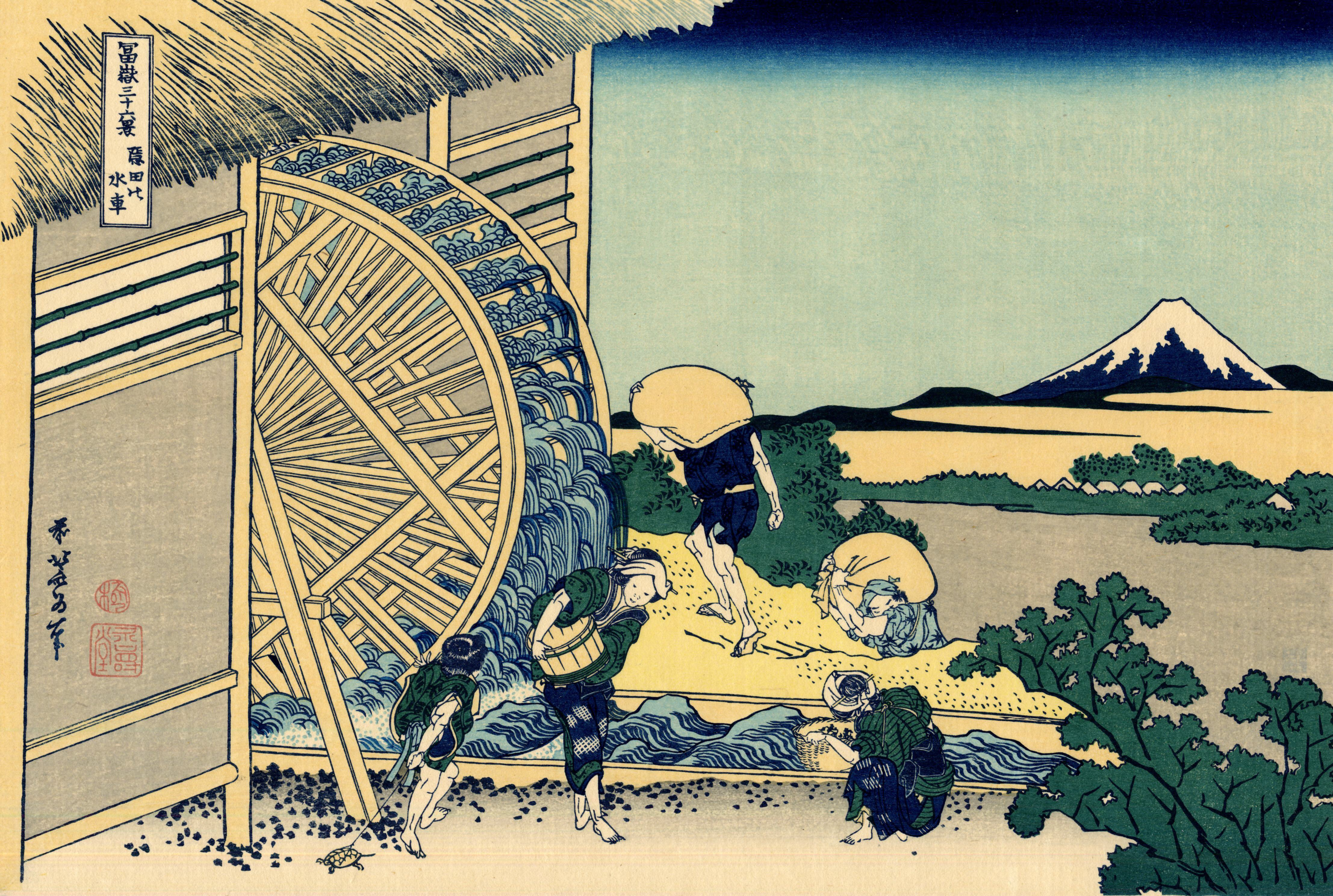
富嶽三十六景「隱田的水車」

江戶時代以前，此地前是鎌倉街道的宿場町。後三年之役時，源義家在這附近整合軍勢，因此當地稱為聚集坡（勢揃い坂，現在的神宮前2丁目）。1582年本能寺之變時，德川家康因成功從堺回到三河的「伊賀穿越」（伊賀越え）而行賞，1590年伊賀者獲得穏田村與原宿村。
江戶時代，伊賀眾為了江戶防衛而在甲州街道南邊的原宿建造組屋敷。另外，此地也有安藝藩藩主淺野家江戶屋敷（現在神宮前4、5丁目）等許多幕臣的屋敷。當地農民利用澀谷川等的水車進行精米、製粉等工作。但是此地土地貧瘠，生產量不高，生活困苦，因此當地農民時常進行求雨。傳聞他們當日來回丹澤的大山阿夫利神社與榛名山。

### 明治時代以後
江戶時代結束後的1868年（慶應4年），原宿村屬於幕府領。同年，任命武藏知縣事松村長為管轄現在澀谷區區域的町村。原宿村在11月編入東京府管轄。
1879年（明治11年），郡區町村編制法施行，原宿村與舊武藏國豐島郡地區設立南豐島郡與北豐島郡，原宿村屬南豐島郡。
1889年（明治22年），町村制施行，原宿村與穩田村、千駄谷村合併為南豐島郡千駄谷村。7年後的1896年（明治29年），南豐島郡與東多摩郡合併為豐多摩郡，原宿屬豐多摩郡千駄谷村。

#### 二戰後

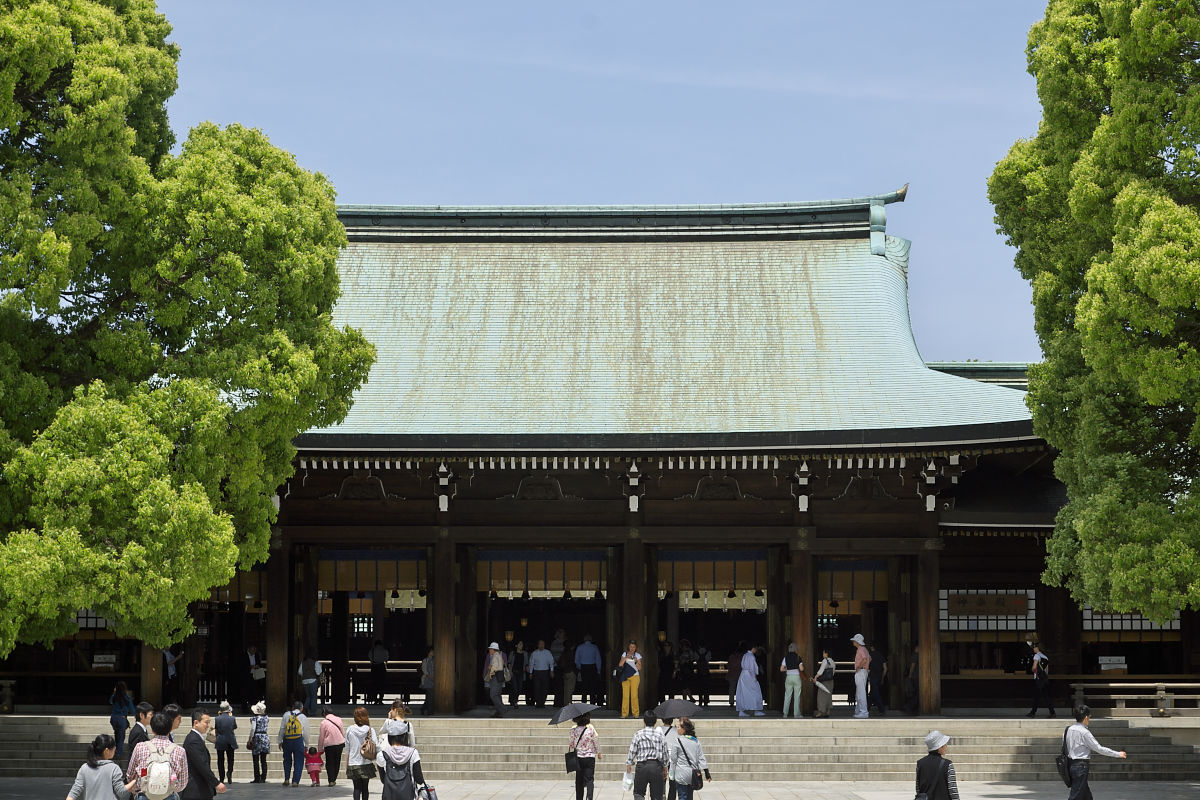
明治神宮

1906年（明治39年），山手線延伸的原宿站開業，1919年（大正8年）創建明治神宮，整備表參道。
太平洋戰爭末期的1945年（昭和20年），美軍發動的東京大空襲讓這一帶化為焦土。終戰後，美軍接收代代木練兵場舊址，改建為美國空軍軍舍「華盛頓高地」（ワシントンハイツ）、表參道沿線Kiddy Land（キディランド）、Oriental Bazzar（オリエンタルバザー）、富士鳥居等以美軍官兵家庭為主的商店陸續開業。

#### 1960年代

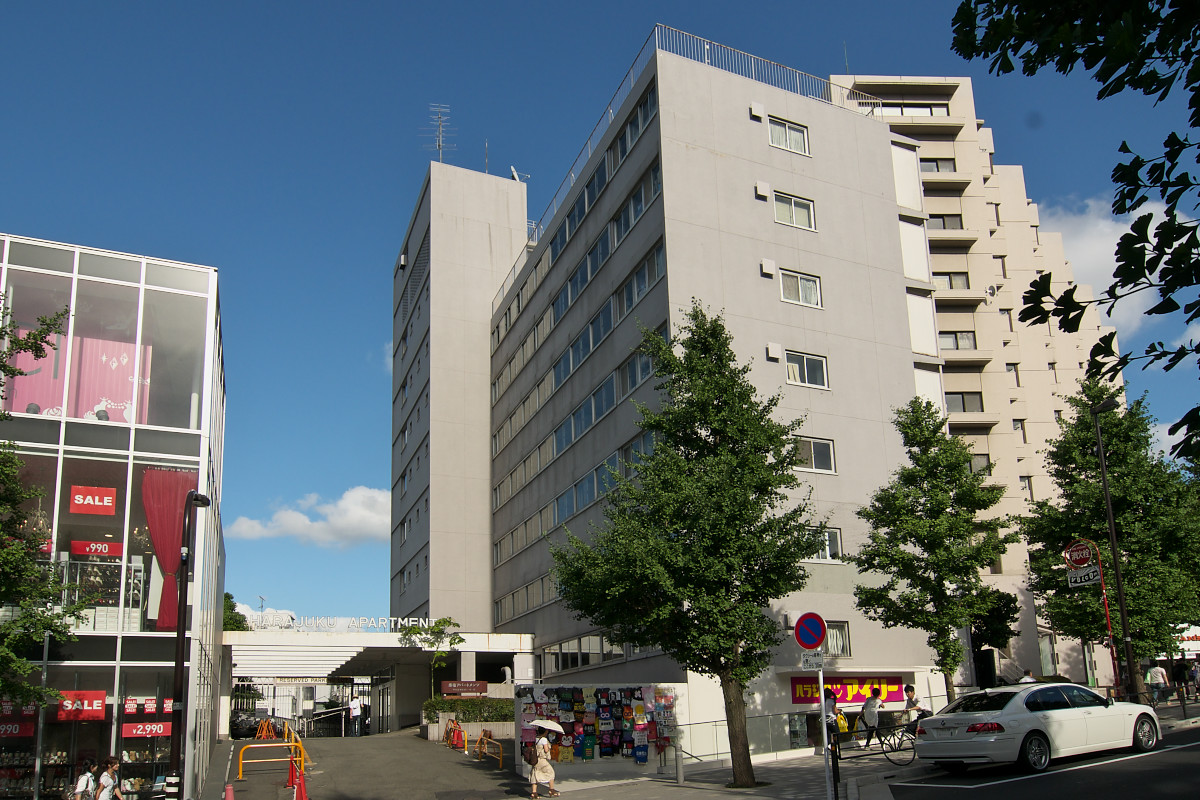
原宿公寓（2010年）

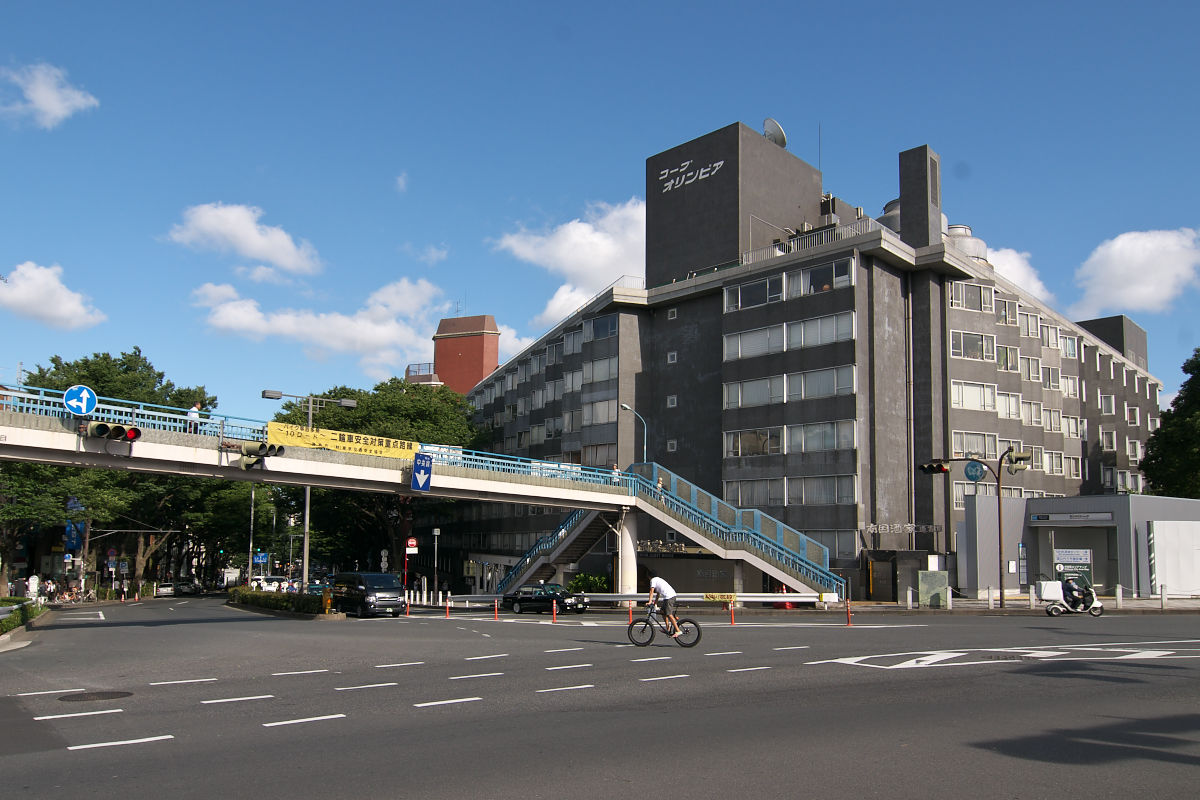
Co-op Olympia（2010年）

1960年代實施住居表示，原宿站周邊至青山通、澀谷區「竹下町」、「穩田1～3丁目」、「原宿1～3丁目」等地區成立澀谷區「神宮前」。1964年（昭和39年），近隣的代代木體育館成為東京奧運場館。
1966年（昭和41年），在明治通與表參道交差點附近營業的「ドライブイン・ルート5」每晚吸引了富家子弟前往。稱為「原宿族」的年輕人，開車飛馳在表參道的噪音與公共道德等問題造成地方居民的困擾。
另外，隨著1962年（昭和37年）公寓大廈法（マンション法）的實施，「第一次公寓大廈熱潮」興起，高級公寓陸續興建。雖然郊外有住宅都市整備公團大量供給「團地型」集合住宅，但地產商在都心部規劃了全新居住方式的高級公寓住宅，而原宿、澀谷地區是早期高級公寓建築最為集中的地區。當時原宿建設多棟高級公寓是希望高度成長期的日本能追隨歐美的都會生活。
原宿最早的高級公寓之一是1958年（昭和33年）第一生命住宅（現在的相互住宅）在原宿站前建設的豪華租賃公寓「原宿公寓」（原宿アパートメンツ）。1960年（昭和35年），以淺井慎平與塔摩利等文化人居住而聞名的原宿中央公寓（原宿セントラルアパート）竣工。1965年（昭和40年）完成的Co-op Olympia是第一次公寓大廈熱潮中高級公寓的代表作。同年的「Green Fantasia」（グリーン・ファンタジア）、「Park Twin」（パーク・ハイツ）、1966年（昭和41年）的「Corpo Olympia Annex」（コーポ・オリンピア・アネックス）與表參道沿線的豪華公寓群，成為當時雜誌拍攝的愛用地點。
1959年（昭和34年），原宿地區第一個模特兒經紀公司「Eddie Arab Model Production」（エディ・アラブ・モデル・プロダクション，現E-promotion（イイプロモーション））成立。1966年（昭和41年），原宿地區最早的高級服裝店「Mademoiselle non-non」（マドモアゼルノンノン）開幕。1967年起，現在的神宮前交差點起北側的明治通沿線，高級喫茶店與配件店興起，有裏原宿之稱。

#### 1970年代
1970年代，以時尚為中心的年輕人文化從原來的新宿、原宿逐漸往澀谷方向移動。1970年（昭和45年）創刊的女性雜誌《an・an》（アンアン）與翌年創刊的女性時尚雜誌《non-no》都以原宿的時尚街道為背景。受此影響，拿著這些時尚雜誌走在原宿街頭的年輕女性被稱作「安儂族」（アンノン族）。
1971年（昭和46年），位於竹下通出口附近的明治通、販售歐洲時尚服裝、配件、家具的複合大樓「Palais France」（パレフランス）竣工。翌年，營團地下鐵的千代田線全面開通，設置明治神宮前站。1976年（昭和51年）左右，時尚浪潮也進一步擴展到竹下通。
1978年（昭和53年），時尚大樓「La Foret原宿」開幕，此時原宿已經成為時尚、服飾的中心。設計師與攝影師的工作室陸續進駐本地公寓。原宿中央公寓一樓的喫茶店 『レオン』是淺井慎平、塔摩利、渥美清、伊丹十三、操上和美等藝人與有錢人聚集的場所。

#### 1980年代
1980年代，女性偶像歌手因為拍攝娛樂雜誌需要大量的服裝。之後文化屋雜貨店開幕引起轟動。
1982年～1984年，桑原茂一開設日本最早的Live bar「直立猿人」（ピテカントロプスエレクトス）。
1980年代，受到竹之子族影響，竹下通開始發展。80年代後半，藝人商店逐漸增加。1977年（昭和52年）開始的步行街聚集大量年輕人，搖滾族與街頭樂團浪潮興起，最盛期每日人數可達10萬人。1996年（平成8年）步行街中止。

#### 1990年以後

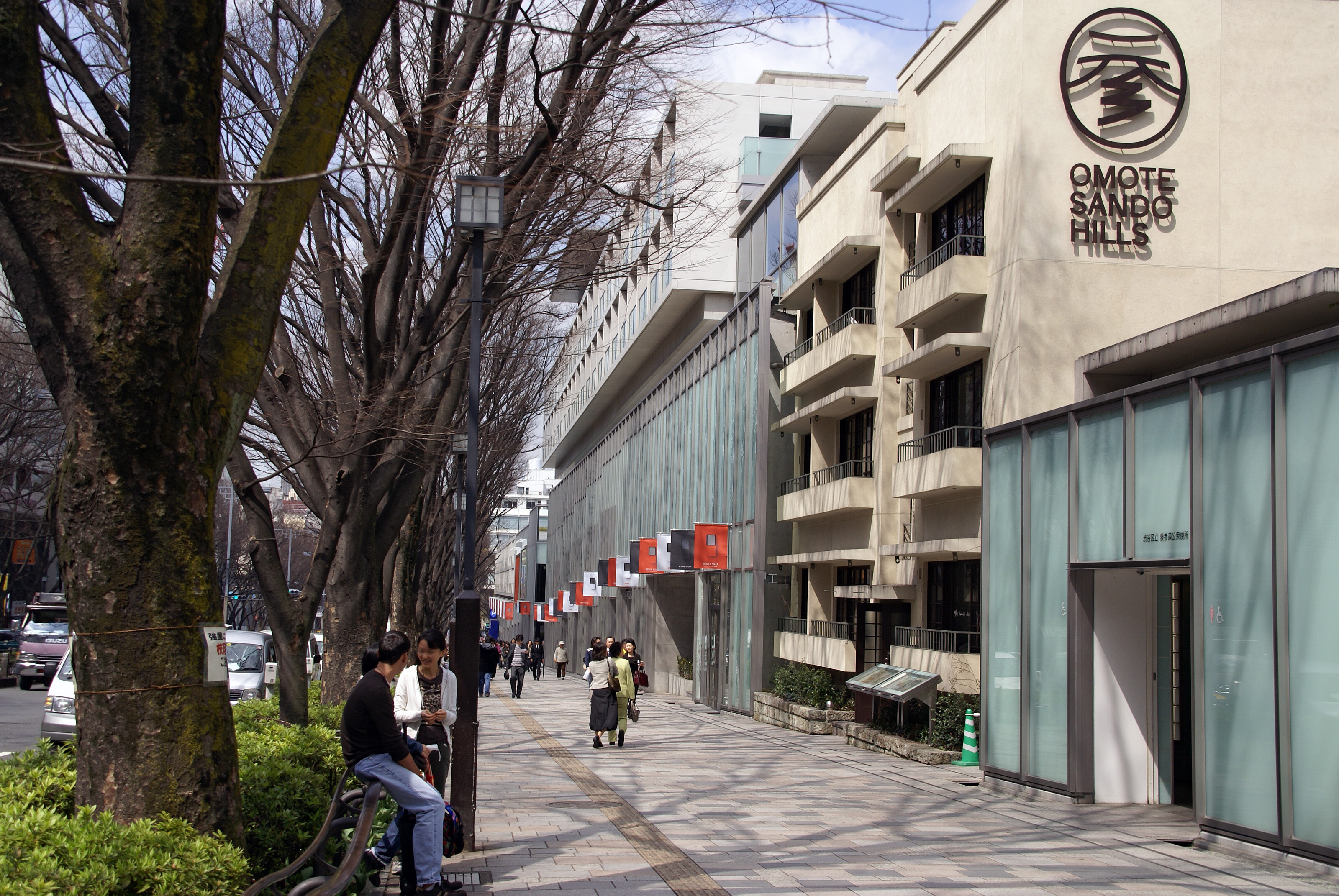
表參道之丘

1990年代，海外知名的時尚品牌旗艦店陸續在表參道開店。神宮前三丁目、神宮前四丁目的住宅區內，新興的時尚潮流商店林立，成為「裏原宿」的一區。2006年（平成18年）表參道之丘開幕。2008年（平成20年）東京地下鐵副都心線開業，預期將會有進一步的發展。

## 地名的變遷

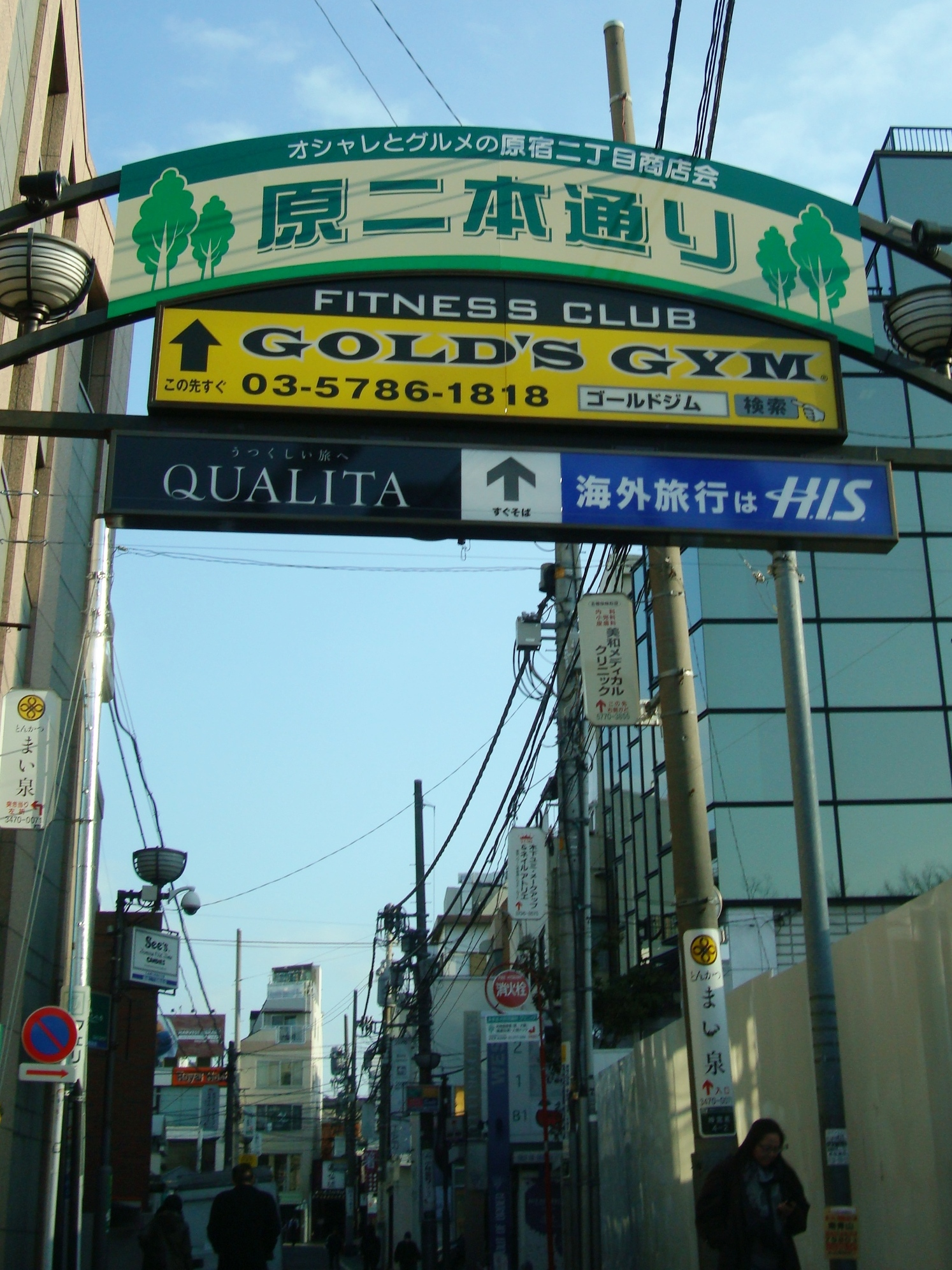
保留原宿二丁目地名的商店街 （2011年、神宮前四丁目）

- 1871年 - 東京府豐嶋郡原宿村（廢藩置縣）
- 1878年 - 東京府南豐島郡原宿村（郡區町村編制法（日语：郡区町村編制法））
- 1889年 - 東京府南豐島郡千駄谷村（日语：千駄ヶ谷町）大字原宿（編入千駄谷村）
- 1896年 - 東京府豐多摩郡千駄谷村大字原宿
- 1907年 - 東京府豐多摩郡千駄谷町大字原宿（町制施行）
- 1932年 - 東京府東京市澀谷區原宿（編入東京市、與竹下町分離）
- 1943年 - 東京都澀谷區原宿（東京都制施行）
- 1965年 - 東京都澀谷區神宮前（與穩田、竹下町一同改名）[10]

| 實施後       | 實施年月日   | 實施前（各町名部分地區）                                 |
| ------------ | ------------ | -------------------------------------------------------- |
| 神宮前一丁目 | 1965年3月1日 | 竹下町、代代木外輪町、穩田一丁目、穩田三丁目與原宿三丁目 |
| 神宮前二丁目 | 1965年3月1日 | 原宿一丁目、原宿三丁目與千駄谷二丁目                     |
| 神宮前三丁目 | 1965年3月1日 | 原宿一丁目、原宿二丁目與原宿三丁目                       |
| 神宮前四丁目 | 1965年3月1日 | 穩田一丁目、原宿二丁目與原宿三丁目                       |

## 觀光
- 明治神宮
- 表參道
- 竹下通
- 裏原宿
- 表參道之丘
- 代代木公園
- 東鄉神社
- 太田紀念美術館

## 交通
- 鐵路
  - 原宿站 - JR東日本山手線

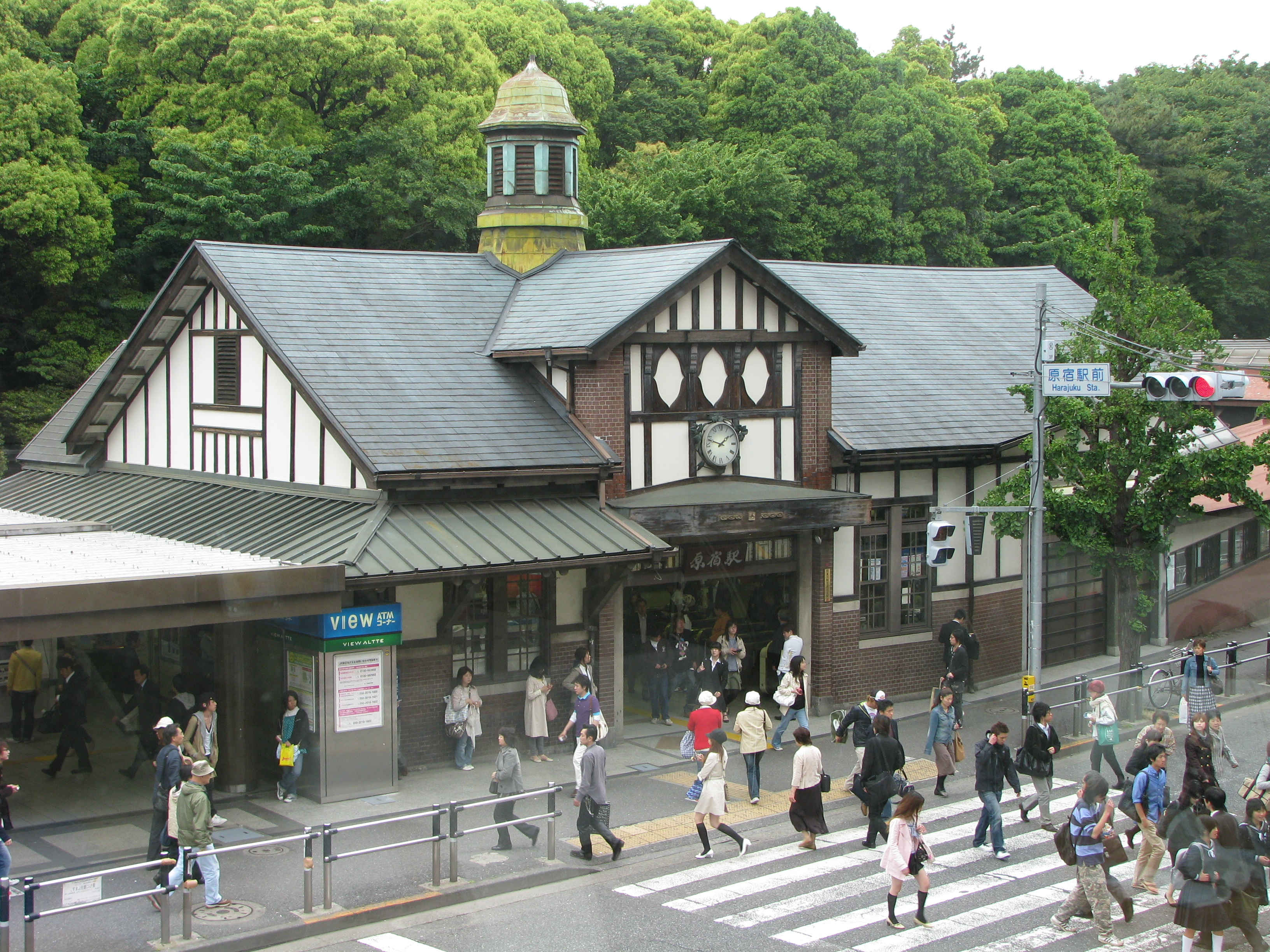
原宿站

  - 明治神宮前站 - 東京地下鐵千代田線、副都心線
- 道路
  - 明治通（東京都道305號芝新宿王子線）
  - 表參道（東京都道413號赤坂杉並線）
  - 外苑西通（東京都道418號北品川四谷線）

## 備註
1. 1 2 3 4 5  原宿竹下通の歩み （页面存档备份，存于） 原宿竹下通商店会について 『竹下通オフィシャルマップ』 平成23年7月15日閲覧
2. ↑  所在地在現在的La Foret原宿附近
3. ↑  這些車是要前往赤坂與橫濱（山下町（日语：山下町 (横浜市)）、本牧（日语：本牧））等地
4. 1 2 3  分譲マンションの歴史 （页面存档备份，存于）　『不動産情報サイト nomu.com』　野村不動産アーバンネット株式会社、平成23年12月22日閲覧
5. 1 2  高級マンションのルーツは赤坂にあり （页面存档备份，存于）　坂根康裕　『オールアバウト』　2008年2月26日掲載、平成23年12月23日閲覧
6. ↑  後由第一Mansion Series建設。
7. ↑  以淺井慎平與塔摩利等文化人居住而聞名，1986年（昭和61年）拆除
8. ↑  與Co-op Olympia沒有關係。
9. ↑  装苑、Dress making、MEN'S CLUB、mc Sister等
10. ↑  同年6月15日、自治省告示第91号「住居表示が実施された件」

## 外部連結
- 日本JR東日本電車線路一覽（包括山手線原宿站） （页面存档备份，存于）